# Gabriele Reinsch
Gabriele Reinsch (Cottbus, 23 settembre 1963) è un'ex discobola e pesista tedesca.
Il 9 luglio 1988 alla sfida Germania Est-Italia a Neubrandenburg stabilì un record mondiale tuttora imbattuto di 76,80 m. Superò così di 2,24 m il precedente di Zdeňka Šilhavá.

## Biografia
Da adolescente la Reinsch gareggiava nel salto in alto e nel getto del peso, in cui si piazzò seconda agli europei junior 1981. L'anno dopo passò al disco.

## Record mondiali

### Seniores
- Lancio del disco 76,80 m ( Neubrandenburg, 9 luglio 1988)

## Palmarès
| Anno | Manifestazione   | Sede     | Evento           | Risultato | Misura  | Note |
| ---- | ---------------- | -------- | ---------------- | --------- | ------- | ---- |
| 1981 | Europei juniores | Utrecht  | Lancio del disco | 7ª        | 50,34 m |      |
| 1981 | Europei juniores | Utrecht  | Getto del peso   | Argento   | 17,03 m |      |
| 1987 | Universiadi      | Zagabria | Lancio del disco | Argento   | 64,12 m |      |
| 1988 | Olimpiadi        | Seul     | Lancio del disco | 7ª        | 67,26 m |      |
| 1989 | Universiadi      | Duisburg | Lancio del disco | Argento   | 65,20 m |      |
| 1990 | Europei          | Spalato  | Lancio del disco | 4ª        | 66,08 m |      |